# Lúcio Verulano Severo
Lúcio Verulano Severo (em latim: Lucius Verulanus Severus) foi um senador romano nomeado cônsul sufecto para o nundínio de julho a dezembro de 67 com Ápio Ânio Galo. Sabe-se que serviu na província romana da Ásia sob as ordens do general Cneu Domício Córbulo em 62, que fora enviado para Oriente pelo imperador Nero com o objetivo de fazer que os partos se retirassem aos seus territórios, cujas fronteiras cruzaram violando o acordo de paz entre ambas as potências.